# Pliegues circulares
Los pliegues circulares, válvulas de Kerckring o válvulas conniventes en anatomía e histología se refieren a los pliegues transversales que presentan la submucosa y la mucosa del intestino delgado.
Determinan elevaciones de forma helicoidal o semicircular desde la submucosa hacia la luz intestinal, con un tamaño máximo de 8mm de alto y 5 cm de largo, si bien la mayoría son de tamaño más pequeño.
Estos pliegues son permanentes en la porción descendente, horizontal y ascendente del duodeno, también están presentes en todo el yeyuno, y no terminan.

## Función
Tienen como función ser soporte anatómico de las vellosidades intestinales.
Incrementan por tres la superficie  de absorción del intestino delgado en el mismo tamaño de conducto.
Provocan un movimiento más lento del quimo.